# Дукачик ватрак
Дукачик ватрак (Lycaena hippothoe) — вид денних метеликів родини синявцевих (Lycaenidae)

## Поширення
Вид досить поширений в Європі та Північній Азії від Іспанії та Франції до річки Амур.
В Україні трапляється у лісовій і лісостеповій зонах та в Карпатах. Його можна спостерігати на вологих та заболочених луках, узліссях, вздовж берегів річок та озер.

## Опис
Довжина переднього крила 17 мм. Крила самця, вогненно-червоні зверху, як правило, мають пурпуровий відтінок по передньому краю передніх крил і в задній половині задніх. Передні крила самиці тьмяніші, з рядом чорних крапок, задні крила, як правило, коричневі з помаранчевою облямівкою. Низ жовтувато-сірий з чорними крапками і мінливою помаранчевою плямою на передніх крилах.
Гусінь темно-зеленого забарвлення зі світлими проміжками між сегментами. Лялечка темно-жовта з чорними крапками.

## Спосіб життя
Метелики літають з травня по серпень. Самиця відкладає по одному яйцю на кормову рослину. Гусінь розвивається з серпня. Живиться листям гірчака зміїного та різних видів щавелю. Зимує в стадії гусениця. Заляльковується в травні в ґрунті.